# Pierre Mamie
Pierre Mamie, est un évêque suisse, originaire de Bonfol (Jura), né le 4 mars 1920 à La Chaux-de-Fonds, mort le 14 mars 2008 à Villars-sur-Glâne.

## Biographie
Fils de Maria et Louis Numa, ordonné prêtre en 1946 après des études au Collège Saint-Michel et au séminaire de Fribourg, il travaille d'abord comme vicaire à Lausanne puis comme aumônier à l'université de Lausanne. Il étudie les sciences bibliques à Rome de 1955 à 1960 puis à Jérusalem. Il accompagne le cardinal Charles Journet au concile Vatican II en 1965. Il dirigera d'ailleurs la publication de la correspondance du cardinal Journet avec le philosophe Jacques Maritain.
Évêque auxiliaire en juillet 1968, il succède à François Charrière comme évêque de Lausanne, Genève et Fribourg en 1970 et le reste pendant vingt-cinq ans. En 1971, le Saint-Siège nomme Gabriel Bullet (en) pour le seconder comme évêque auxiliaire. Il exerce la charge de vicaire épiscopal pour le canton de Vaud de 1987 à 1994. Le 6 mai 1975, il prend la décision de faire fermer le séminaire de la Fraternité sacerdotale Saint-Pie-X, alors dirigé par Marcel Lefebvre et incardiné dans le diocèse de Lausanne, Genève et Fribourg.
À deux reprises (1977-1979 et 1992-1994), il préside la Conférence des évêques suisses.  
En 1987, le Saint-Siège nomme Amédée Grab pour le seconder comme évêque auxiliaire à Genève, ce qui ne va pas sans quelque émotion du côté de la Rome protestante. En 1995, la ville de Fribourg lui octroie la bourgeoisie d'honneur. Pierre Mamie fut remplacé à la tête du diocèse par Amédée Grab puis en 1999 par Bernard Genoud. Il se consacra alors à la poursuite de l'édition de la correspondance Journet-Maritain.
Il fut l'ami de l'écrivain Frédéric Dard (alias San-Antonio) avec lequel il écrivit un livre d'entretiens, D'homme à homme, publié en 1984.
Il s'opposa aux exportations d'armes par la Suisse et soutint l'aide au tiers-monde. Ses obsèques ont été célébrées en présence de l'ancien président de la Confédération Joseph Deiss.